# Aïn Touila
Aïn Touila (en árabe: عين الطويلة‎) es un municipio (baladiyah) de la provincia o valiato de Jenchela en Argelia. En abril de 2008 tenía una población censada de 16 845 habitantes.
Se encuentra ubicado al noreste del país, sobre la cordillera del Atlas y cerca de la frontera con Túnez.

## Iglesia de Ksar-el-Kelb en Aïn Touila

### Contexto
Las basílicas cristianas de África son numerosas y variadas, pero su estudio arqueológico presenta una serie de desafíos. En el siglo XXI, unas excavaciones sacaron a la luz parte de una basílica donatista en Ksar-el-Kelb, revelando inscripciones que confirman su carácter donatista y mencionan el culto a un mártir, el obispo Marculus. Este descubrimiento colma una laguna de la arqueología cristiana en África y merece especial atención, a pesar de su estado incompleto. 
Aïn Touila, situado en una región montañosa de Argelia, alberga restos antiguos conocidos como Ksar-el-Kelb. Estos restos incluyen un fuerte bizantino cerca de un manantial y los restos de una iglesia, aunque su identificación exacta sigue siendo incierta. Las excavaciones descubrieron parcialmente una basílica cerca del manantial, donde sólo emergía del suelo un pilar ornamentado. A pesar de ello, las piedras de los muros visibles dan una idea preliminar de la estructura del edificio.

### Descripción
La iglesia, casi perfectamente orientada, tiene la forma de un rectángulo de veintiséis metros de largo por doce de ancho, dividido en tres naves y que termina al este con un ábside saliente de 2,10 metros. Los muros, que alcanzan una altura máxima de 1,50 metros en las secciones mejor conservadas, tienen un grosor medio de 0,50 metros. Fueron construidos en mampostería, con cadenas de sillares, algunos de los cuales aún se conservan. En la fachada se ha identificado el umbral de entrada, ligeramente desplazado hacia la derecha en relación con el eje de la nave central. Mide 1,74 metros de longitud y presenta una mortaja alargada en cada extremo. Los dos montantes que flanquean este umbral tienen sólo 0,50 m y 0,23 m de altura, y en el más alto se aprecia una cavidad cuadrada, probablemente parte del sistema de cierre.

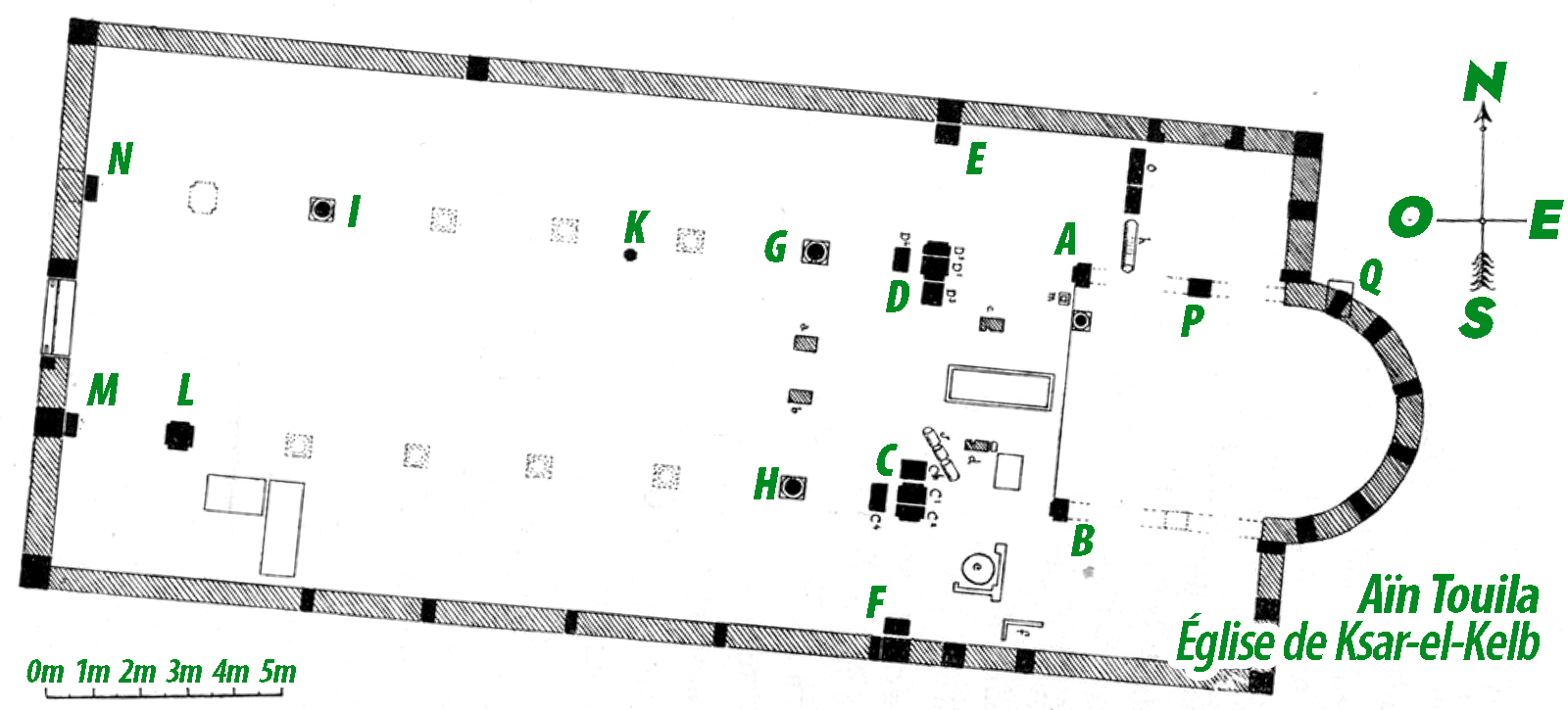
Plan de l'église Ksar-el-Kelb à Aïn Touila

La nave central, 4 m50 de ancho, está acompañada de dos naves laterales, cada una de 2 m80 de ancho. Los soportes que las separan terminaban en dos pilastras adosadas a los muros de la fachada y apoyadas en bases abuhardilladas. La cara de la pilastra N se vio afectada por el incendio. En el lado norte, la primera columna que emerge de estas pilastras es la columna 1, mientras que en el lado sur, a 1,85 m de la pilastra, quedó al descubierto un pilar en forma de L con escalones. El suelo de las naves, que no reveló ni mosaico ni pavimento, parece haber sido simplemente de tierra apisonada. Sin embargo, dos grandes losas de la nave sur plantean dudas, ya que están situadas sensiblemente al nivel de la rotura del pilar en L.
En línea con los pilares G y H, dos pequeños pilares cuadrangulares a y b marcaban probablemente la entrada al coro. Uno de ellos está dañado en la parte superior. No es posible restaurar completamente el recinto del coro, pero los rasgos arquitectónicos indican una disposición inusual, con pilares y pilastras simétricos, lo que podría indicar la entrada a una nueva parte del edificio en cada extremo de las naves laterales, un rasgo poco frecuente en África.
Delante del ábside se descubrieron yeserías decorativas, fragmentos de un miliario y una puerta de piedra con inscripciones religiosas. También se han desenterrado columnas cortas estriadas en espiral y varios capiteles, pero su ubicación original sigue siendo incierta. El ábside elevado, sin cripta aparente, está bien conservado en el lado del coro, con escaleras laterales que probablemente han desaparecido. Las aberturas del ábside estaban flanqueadas por dos pilastras salientes, mientras que se han descubierto dovelas esculpidas y una clave con una inscripción dedicada a Dios, lo que sugiere una decoración más elaborada en esta parte del edificio. Probablemente hubo sacristías a ambos lados del ábside, pero su configuración exacta sigue siendo incierta debido al estado de la excavación.

### Decoración
La basílica estaba decorada de dos maneras: sobre piedra y en yeso. Los pilares, pilastras, dovelas, etc. están ricamente decorados con tallas planas en relieve, cuya técnica parece haberse inspirado en la de la madera, con muchos ejemplos encontrados en iglesias africanas. Incluso los plafones de algunas dovelas están decorados, principalmente con motivos geométricos como volutas, rosetas, hélices, margaritas, hojas opuestas, rombos y formas griegas simplificadas. Algunos de estos motivos se repiten en toda la superficie, mientras que otros aparecen una sola vez. En particular, en las pilastras A y B y en las caras correspondientes de las semipilastras C1 y D1, se representa el símbolo eucarístico, con un jarrón del que brota una vid, coronada por pájaros o peces que simbolizan el ansia cristiana de alimento celestial.
La decoración de yeso, aunque en gran parte mutilada, también está presente en la parte delantera del presbiterio, concentrada principalmente en las arcadas antes mencionadas. Las bandas concéntricas de cada arcada están decoradas con óvalos, palos rotos, perlas, piruetas y granos. Estos elementos estaban coloreados, algunos de los granos conservan su tonalidad roja y los palos rotos muestran trazas de amarillo. También hay fragmentos de yeso que podrían ser restos de paneles calados, algunos de los cuales están rotos de tal forma que parecen letras del alfabeto, aunque esto no basta para confirmar la presencia de una inscripción en letras de yeso.
Los relieves, aunque sencillos, están ejecutados en general con esmero, demostrando cierta sobriedad de gusto y una meditada disposición de los motivos, preocupada por el efecto de conjunto. Presentan sorprendentes similitudes con obras similares halladas en otros monumentos cristianos de África, en particular las pilastras de Khenchela y un fragmento de Tebessa atribuido al siglo IV. Esto sugiere que la basílica de Ksar-el-Kelb también puede datar de este periodo.

### Inspripciones
Aparte de la memoria de Marculus, se han encontrado cuatro inscripciones en la iglesia, de las que sólo dos están relacionadas con el edificio. La inscripción de la puerta, mencionada anteriormente, presenta un gran monograma constantiniano que ocupa el centro del panel, con la inscripción "DOMUS DEI" en grandes letras en relieve sobre la puerta y "AULA PACIS" en la parte inferior. El término "Domus Dei" para designar la iglesia es común en la epigrafía africana, mientras que "Aula pacis" es una novedad en la epigrafía cristiana, y probablemente se refiere al santuario cristiano. 
Otra inscripción, hallada en la clave de un arco, presenta las palabras "DEO LAUDES H(ie) OMNES DlCAMV(s)" y es un ejemplo del famoso grito de guerra de los cismáticos. Esta inscripción, acompañada de un verbo, subraya la unanimidad de los fieles, característica importante para una secta combativa como ésta.
Un fragmento de columna y una sección de piedra cilíndrica están grabados de forma más tosca con referencias imperiales que no parecen estar directamente relacionadas con la iglesia.
La "MEMORIA" DE MARCULUS, situada al final de la nave sur, consiste en una pila de piedra rodeada de losas decoradas con crismas. Esta disposición única sugiere la existencia de un relicario, probablemente destinado a los restos de un santo o mártir. Este hallazgo, con su elegante y cuidada disposición, es un raro ejemplo de inscripción de memoria integrada en la arquitectura de una iglesia.
En comparación con otros hallazgos similares en la región, como el escondite del relicario de Aïn Zirara, la memoria de Marculus destaca por su aparente exhibición, que subraya su carácter sagrado a los ojos de los fieles.

### Significado
Esta iglesia, situada en un pequeño y modesto pueblo de Numidia, reviste interés por varias razones.
En primer lugar, por la historia del donatismo. La basílica de Ksar-el-Kelb se encuentra en el corazón del cisma y en la región que fue su principal foco. Dentro de la propia Numidia donatista, esta región parece haber sido especialmente significativa, como demuestra el recuerdo de Marculus. Este descubrimiento pone de relieve la importancia del culto a los mártires en la iglesia cismática y brinda una rara oportunidad para que confluyan las pruebas arqueológicas y los escritos literarios. La memoria de Marculus reaviva también la historia de esta figura, una de las más eminentes de los santos donatistas.
La iglesia de Vegesela también reviste una importancia arqueológica considerable. No sólo por la innovadora disposición de la memoria, sino también por su trazado y decoración. La presencia de una especie de transepto es excepcional en África. Las yeserías caladas y coloreadas, prueba de una técnica oriental, subrayan los vínculos entre el arte cristiano de África y el del Oriente sirio.
Por último, la mención de Marculus resuelve un problema topográfico a menudo debatido, permitiendo identificar con certeza el emplazamiento de Ksar-el-Kelb como la antigua Vegesela.